# Кургаев, Александр Филиппович
Алекса́ндр Фили́ппович Курга́ев (укр. Кургаєв Олександр Пилипович; род. 20 апреля 1940) — украинский советский учёный в области информатики и вычислительной техники, доктор технических наук, профессор. Один из создателей первого советского микропроцессора.

## Биография
Родился в 1940 году. Его отец Филипп Федорович Кургаев, врач, воевал в партизанском отряде, был расстрелян гитлеровцами в Белоруссии в апреле 1942 года в деревне Тарасово, Минской области.
Окончил Киевский государственный университет имени Тараса Шевченко (1968), защитил кандидатскую диссертацию «Исследование и разработка методов и средств реализации функций в мини-ЭВМ» (1974), докторскую диссертацию «Проблемная ориентация архитектуры компьютерных систем обработки данных и знаний» (2006), профессор (2014).
С июля 1961 года в Институте кибернетики имени В. М. Глушкова, с 2007 года — ведущий научный сотрудник отдела микропроцессорной техники.
Является соавтором разработки первого в СССР однокристального 16-разрядного микропроцессора, используемого в серийной микро-ЭВМ «Электроника С5» (совместно с академиком НАН Украины А. В. Палагиным); нескольких модификаций цифро-аналоговых интерполяторов различных классов точности и производительности, которые были внедрены в цифровых магнитофонах для накопления информации сверхбольших объёмов.
Имеет почетные звания «Лучший изобретатель Академии наук Украины» (1992), «Изобретатель года НАН Украины» (2017), лауреат Государственной премии Украины в области науки и техники 2012 года за разработку «проблемно-ориентированных вычислительных средств обработки информации в реальном времени».
Автор 250 научных работ, в том числе 8 монографий, 102 патентов и авторских свидетельств на изобретения и полезные модели.

## Научные интересы
- Системы обработки знаний
- Tеория программирования
- Информационные компьютеры IC
- Задачи и системы искусственного интеллекта

## Научные достижения
Предложил в качестве унифицированного определения понятия информации принять всякую структуру — признак всеобщий, объективный, выделяющий информацию из всего сущего и не зависящий от её восприятия и применения. Предложил концепцию и исследовал архитектуру, структуру и реализацию IC.
Для решения проблемы эффективного представления и использования знаний А. Ф. Кургаев впервые в области компьютерных наук и информационных систем (Computer Science and Information Systems) предложил отождествить архитектуру системы обработки знаний со структурой научной теории, так что:
- семантика всякой теории включала бы специфическую основу в составе концептуальной и эмпирической моделей, ядро, теории-следствия и следствия теории;
- язык всякой теории представлен иерархией разных эмпирических теорий: теорией выражения поверхностных форм предложений специфическими образами знаков, и теорией специфического синтаксиса языка;
- множество функций всякой теории должно воспроизводить коммуникативные, дескриптивно-преспиктивные и аргументативные функции мышления и языка, необходимые и достаточные для процессов коммуникации и познания;

Для реализации разработанной логической структуры научных теорий А. Ф. Кургаев предложил текстовую и графическую форму метаязыка нормальных форм знания, неограниченные выразительные возможности которой подтверждены исследованиями на многих примерах описания проблем и объектных языков:
- формальных языков всех уровней по классификации Н. Хомского;
- синтаксиса представительного фрагмента морфоанализа, который формализует часть общеизвестных знаний русской лексики;
- синтаксиса подмножества простых английских предложений;
- самоописания метаязыка нормальных форм знания; метаязыка расширенных форм Бэкуса-Наура;
- трех языков XML, RDF и OWL из состава Семантической паутины (Semantic Web);
- предикатов на списках и множествах;
- доказательств теорем в исчислении высказываний.

Под руководством А. Ф. Кургаева в лаборатории информационных машин создан ряд модификаций патентованных прототипов информационных машин на базе аппаратных процессоров баз знаний, не имеющих аналогов в мире.
Полученные результаты ориентированы на эффективную реализацию структурно-сложных задач, систем искусственного интеллекта методами поиска в пространстве состояний, декомпозиции, доказательства теорем.

## Публикации
- Кургаев А. Ф. Формализация списков в метаязыке нормальных форм знаний / Допов. Нац. акад. наук Укр. 2017. №10. С. 18-27.
- Кургаев А. Ф., Григорьев С. Н. Определение языков XML / RDF Semantic Web в метаязыке нормальных форм знаний / Кибернетика и системный анализ, 2017. — 53 (5), 34-42.
- Палагин А. В., Кургаев А. Ф., Шевченко А. И. Ноосферная парадигма развития науки и искусственный интеллект / Кибернетика и системный анализ, 2017. — 53 (4), 3-20.
- Кургаев А. Ф., Григорьев С. Н. Модельное проектирование процессора / Dopov. Nac. akad. nauk Ukr. 2017, 2: 16-23.
- Kurgaev A.F., Grygoryev S.N. The Universal Turing Machine Interpreter / Dopov. Nac. akad. nauk Ukr. 2016, 10: 28-34.
- Кургаев А. Ф., Григорьев С. Н. Метаязык нормальных форм знаний / Кибернетика и системный анализ, 2016. — 52 (6), 11-20.
- Кургаев А. Ф. Эволюция структуры объекта науки / Кибернетика и системный анализ, 2016. — 52 (2), 11-20.